# Хаджер-Хадид
Хаджер-Хадид (фр. Hadjer-Hadid) — город и супрефектура в Чаде, расположенный на территории региона Ваддай. Входит в состав департамента Ассунга.

## Географическое положение
Город находится в восточной части Чада, на левом берегу вади Хамра, на высоте 764 метров над уровнем моря.
Хаджер-Хадид расположен на расстоянии приблизительно 720 километров к востоку-северо-востоку (ENE) от столицы страны Нджамены.

## Население
По данным официальной переписи 2009 года численность населения Хаджер-Хадида составляла 87 161 человек (41 398 мужчин и 45 763 женщины). Население супрефектуры по возрастному диапазону распределилось следующим образом: 50,4 % — жители младше 15 лет, 44,4 % — между 15 и 59 годами и 5,2 % — в возрасте 60 лет и старше.

## Транспорт
Ближайший аэропорт расположен в городе Адре.